# 大崎正瑠
大崎 正瑠（おおさき まさる、1944年9月27日 - ）は、日本のコミュニケーション学者。

## 略歴
北海道滝川市生まれ。1968年慶応義塾大学商学部卒業後、キャノン勤務、その後、早稲田大学大学院修士課程修了。1981年大妻女子大学講師、1986年助教授、教授・のち東京経済大学教授を務めた。その間ペンシルベニア大学ビジネス・スクールおよびロー・スクール客員研究員、対外経済貿易大学（北京）交換教授などを経験。研究分野はビジネス・コミュニケーションおよび異文化コミュニケーション。

## 編著書
- 『標準貿易取引』成山堂書店 1980
- 『貿易英語の基本』編著 南雲堂 1980
- 『FOB条件とCIF条件』成山堂書店 1982
- 『すぐわかる貿易商業英語』編著 南雲堂 1982
- 『貿易取引条件入門』成山堂書店 1985
- 『船荷証券の研究』日通総合研究所 (日通総研選書)1989
- 『基本貿易取引』白桃書房 1991
- 『ビジネスレターの英語』荒竹出版 (だれでもわかる英語ビジネス講座)1994
- 『ビジネス・コミュニケーション論』西田書店 1995
- 『新・国際ビジネス英語』三修社 1996
- 『韓国人とつきあう法』1998 ちくま新書
- 『英文契約書を読みこなす ビジネス英語の極意』1999 丸善ライブラリー
- 『日本人の「国際化」感覚』三一書房 2000
- 『詳説船荷証券研究』白桃書房 2003
- 『中国人の輪郭 その意識と行動』DTP出版 2005
- 『国際ビジネス英語』三修社 2005
- 『英文契約書を読みこなす』大修館書店 2011
- 『日本人の異文化コミュニケーション』DTP出版 2015
- 『異文化体験で視野を広める・鍛える』講談社エディトリアル 2018

## 論文
- <大崎正瑠